# Oslos pendeltåg
Oslos pendeltåg (på norska: Vy Lokaltog i Oslo-området) är ett av de spårbundna systemen för kollektivtrafik i Oslo med omnejd. I övrigt finns spårvagnar, tunnelbana och regiontåg.

## Linjer
Det finns åtta pendeltågslinjer. De kallas lokaltog i Norge.
- Linje L1, Spikkestad - Asker - Oslo S - Lillestrøm (2 tåg/timme)
- Linje L12, Kongsberg - Drammen - Asker - Oslo S - Gardermoen - Eidsvoll (1 tåg/timme)
- Linje L13, Drammen - Asker - Oslo S - Jessheim - Dal (2 tåg/timme)
- Linje L14, Asker - Oslo S - Årnes - Kongsvinger (1 tåg/timme)
- Linje L2, Stabekk - Oslo S - Ski (2 tåg/timme)
- Linje L21, Stabekk - Oslo S - Ski - Moss (1 tåg/timme)
- Linje L22, Skøyen - Oslo S - Ski - Mysen - Rakkestad (1 tåg/timme)
- Linje L3, Oslo S - Hakadal - Jaren (1 tåg/2 timmar. 1 tåg/timme medräknat regionaltåg R30 till Gjøvik)

Dessutom finns Flytoget som går Drammen - Oslo S - Gardermoen (6 tåg/timme, varav 3 som går utgår från Drammen och 3 från Oslo). De går med egna (dyrare) biljetter utanför Vys och Oslos regi.
Alla linjer utom L3 går förbi Nationaltheatret och Oslo Sentralstasjon (11 pendeltåg/timme) dvs. genom tunneln under centrala staden, Oslotunneln. Alla angivelser av antal tåg per timme avser i varje riktning.
Linjerna körs av Vy som också hanterar biljetter. Flytoget körs av företaget Flytoget AS.
Nätet är relativt omfattande och når många städer och orter i Oslos omnejd. Det är med 553 km linjer och 111 stationer Nordens största pendeltågsnät. Det bor cirka 1,7 miljoner invånare i orter i närheten av nätet. Däremot är inte turtätheten så hög, för flera av linjerna 1 tåg/timme. Ett antal stationer betjänas av flera av linjerna. För att resa till större stationer längs pendeltågslinjerna kan man också ofta åka regionaltåg istället, vilket ger fler turer att välja på.
Turtätheten begränsas av Oslotunneln som alla dessa tåg (utom L3) och många regionaltåg passerar. På linjen mot Ski begränsas trafiken av att det är dubbelspår när fyrspår skulle behövas. I första hand innebär det att regional- och fjärrtåg hindras av pendeltågen och därför måste antal pendeltåg begränsas och regionaltågens hastighet begränsas. En ny bana, Follobanen, byggs Oslo-Ski, klar 2022. Det är enkelspår på många linjer längre ut. Flera av ändstationerna har ganska lång restid till och från Oslo. Restiden med pendeltåg Oslo-Kongsvinger är 1:18, Oslo-Jaren 1:39, Oslo-Moss 0:50, Oslo-Kongsberg 1:16 och Oslo-Spikkestad 0:55.

## Fordon
Tågen är av typ 69 (byggda 1970-1990), typ 72 (2002-2006) och nya tåg av typ 75 (2012-2015).

## Biljetter
Enkelbiljetter säljs av Vy såsom för fjärrtåg. Månadskort inom Oslo och före detta Akershus fylke säljs av trafikbolaget Ruter (skrivet 2020). Dessa månadskort gäller också på annan lokaltrafik i detta område, inom zonerna man betalat för. Tågen går utanför Oslo och Akershus. Pendlare till/från dessa fylken får köpa Vy-månadskort plus lokala månadskort för lokaltrafiken.

## Linjeschema

Karta över 2011-2012 års nät

|  |  |  |  | Head station |

|  |  |  |  | Stop on track |

| Head station |  |  |  | Station on track |

| Stop on track |  |  |  | Stop on track |

| Station on track |  |  |  | Stop on track |

| Stop on track |  |  |  | Stop on track |

| Stop on track |  | Head station |  | Straight track |

| Stop on track |  | Stop on track |  | Straight track |

| Stop on track |  | Station on track |  | Straight track |

| Stop on track |  | Straight track | Head station | Straight track |

| Stop on track |  | Straight track | Stop on track | Straight track |

| Stop on track |  | Straight track | Station on track | Straight track |

| Straight track |  | Straight track | Station on track | Straight track |

| Straight track |  | Straight track | Stop on track | Straight track |

| Straight track |  | Straight track | Station on track | Straight track |

| Straight track |  | Straight track | Stop on track | Straight track |

| Straight track | Unknown BSicon "KBHFa-L" | Unknown BSicon "BHF-M" | Unknown BSicon "BHF-M" | Unknown BSicon "BHF-R" |

| Straight track | Stop on track | Straight track | Straight track | Straight track |

| Straight track | Stop on track | Straight track | Straight track | Straight track |

| Straight track | Stop on track | Straight track | Straight track | Straight track |

| Unknown BSicon "BHF-L" | Unknown BSicon "BHF-M" | Unknown BSicon "BHF-M" | Unknown BSicon "BHF-M" | Unknown BSicon "BHF-R" |

| Unknown BSicon "BHF-L" | Unknown BSicon "BHF-M" | Unknown BSicon "BHF-M" | Unknown BSicon "BHF-M" | Unknown BSicon "BHF-R" |

| Unknown BSicon "KBHFe-L" | Unknown BSicon "BHF-M" | Unknown BSicon "BHF-M" | Unknown BSicon "BHF-M" | Unknown BSicon "BHF-R" |

|  | Unknown BSicon "LSTR" | Unknown BSicon "LSTR" | Unknown BSicon "LSTR" | Unknown BSicon "LSTR" |

|  | Unknown BSicon "BHF-L" | Unknown BSicon "BHF-M" | Unknown BSicon "BHF-M" | Unknown BSicon "KBHFe-R" |

|  | End station | Unknown BSicon "LSTR" | Unknown BSicon "LSTR" |  |

|  |  | Unknown BSicon "LSTR" | End station |  |

|  |  | End station |

|  |  |  |  | Head station |

|  |  |  |  | Stop on track |

| Head station |  |  |  | Station on track |

| Stop on track |  |  |  | Stop on track |

| Station on track |  |  |  | Stop on track |

| Stop on track |  |  |  | Stop on track |

| Stop on track |  | Head station |  | Straight track |

| Stop on track |  | Stop on track |  | Straight track |

| Stop on track |  | Station on track |  | Straight track |

| Stop on track |  | Straight track | Head station | Straight track |

| Stop on track |  | Straight track | Stop on track | Straight track |

| Stop on track |  | Straight track | Station on track | Straight track |

| Straight track |  | Straight track | Station on track | Straight track |

| Straight track |  | Straight track | Stop on track | Straight track |

| Straight track |  | Straight track | Station on track | Straight track |

| Straight track |  | Straight track | Stop on track | Straight track |

| Straight track | Unknown BSicon "KBHFa-L" | Unknown BSicon "BHF-M" | Unknown BSicon "BHF-M" | Unknown BSicon "BHF-R" |

| Straight track | Stop on track | Straight track | Straight track | Straight track |

| Straight track | Stop on track | Straight track | Straight track | Straight track |

| Straight track | Stop on track | Straight track | Straight track | Straight track |

| Unknown BSicon "BHF-L" | Unknown BSicon "BHF-M" | Unknown BSicon "BHF-M" | Unknown BSicon "BHF-M" | Unknown BSicon "BHF-R" |

| Unknown BSicon "BHF-L" | Unknown BSicon "BHF-M" | Unknown BSicon "BHF-M" | Unknown BSicon "BHF-M" | Unknown BSicon "BHF-R" |

| Unknown BSicon "KBHFe-L" | Unknown BSicon "BHF-M" | Unknown BSicon "BHF-M" | Unknown BSicon "BHF-M" | Unknown BSicon "BHF-R" |

|  | Unknown BSicon "LSTR" | Unknown BSicon "LSTR" | Unknown BSicon "LSTR" | Unknown BSicon "LSTR" |

|  | Unknown BSicon "BHF-L" | Unknown BSicon "BHF-M" | Unknown BSicon "BHF-M" | Unknown BSicon "KBHFe-R" |

|  | End station | Unknown BSicon "LSTR" | Unknown BSicon "LSTR" |  |

|  |  | Unknown BSicon "LSTR" | End station |  |

|  |  | End station |

|  |  | Unknown BSicon "KBHFa-L" | Unknown BSicon "KBHFa-M" | Unknown BSicon "KBHFa-R" |

|  |  | Unknown BSicon "BHF-L" | Unknown BSicon "BHF-M" | Unknown BSicon "BHF-R" |

|  |  | Unknown BSicon "BHF-L" | Unknown BSicon "BHF-M" | Unknown BSicon "BHF-R" |

|  |  | Straight track | Stop on track | Straight track |

|  |  | Straight track | Unknown BSicon "HST-L" | Unknown BSicon "HST-R" |

|  |  | Straight track | Stop on track | Straight track |

|  |  | Unknown BSicon "HST-L" | Unknown BSicon "HST-R" | Straight track |

|  |  | Straight track | Stop on track | Straight track |

|  |  | Unknown BSicon "BHF-L" | Unknown BSicon "KBHFe-M" | Unknown BSicon "BHF-R" |

|  | Unknown BSicon "STR+l" | One way rightward |  | Stop on track |

|  | Stop on track |  |  | Station on track |

|  | Straight track |  |  | Stop on track |

|  | End station |  |  | Station on track |

|  |  |  |  | Stop on track |

|  |  |  |  | End station |

|  |  | Unknown BSicon "KBHFa-L" | Unknown BSicon "KBHFa-M" | Unknown BSicon "KBHFa-R" |

|  |  | Unknown BSicon "BHF-L" | Unknown BSicon "BHF-M" | Unknown BSicon "BHF-R" |

|  |  | Unknown BSicon "BHF-L" | Unknown BSicon "BHF-M" | Unknown BSicon "BHF-R" |

|  |  | Straight track | Stop on track | Straight track |

|  |  | Straight track | Unknown BSicon "HST-L" | Unknown BSicon "HST-R" |

|  |  | Straight track | Stop on track | Straight track |

|  |  | Unknown BSicon "HST-L" | Unknown BSicon "HST-R" | Straight track |

|  |  | Straight track | Stop on track | Straight track |

|  |  | Unknown BSicon "BHF-L" | Unknown BSicon "KBHFe-M" | Unknown BSicon "BHF-R" |

|  | Unknown BSicon "STR+l" | One way rightward |  | Stop on track |

|  | Stop on track |  |  | Station on track |

|  | Straight track |  |  | Stop on track |

|  | End station |  |  | Station on track |

|  |  |  |  | Stop on track |

|  |  |  |  | End station |

|  | Head station | Head station |  |  |

| Head station | Unknown BSicon "LSTR" | Unknown BSicon "LSTR" | Head station |  |

| Unknown BSicon "LSTR" | Unknown BSicon "LSTR" | Unknown BSicon "LSTR" | Unknown BSicon "LSTR" |  |

| Unknown BSicon "BHF-L" | Unknown BSicon "BHF-M" | Unknown BSicon "BHF-M" | Unknown BSicon "BHF-R" |  |

| Unknown BSicon "BHF-L" | Unknown BSicon "BHF-M" | Unknown BSicon "BHF-M" | Unknown BSicon "BHF-R" |  |

| Unknown BSicon "BHF-L" | Unknown BSicon "BHF-M" | Unknown BSicon "BHF-M" | Unknown BSicon "BHF-R" |  |

| Unknown BSicon "BHF-L" | Unknown BSicon "BHF-M" | Unknown BSicon "BHF-M" | Unknown BSicon "BHF-R" |  |

| Straight track | Straight track | Straight track | Stop on track |  |

| Unknown BSicon "BHF-L" | Unknown BSicon "BHF-M" | Unknown BSicon "BHF-M" | Unknown BSicon "BHF-R" |  |

| Straight track | Straight track | Straight track | Stop on track |  |

| Unknown BSicon "BHF-L" | Unknown BSicon "BHF-M" | Unknown BSicon "KBHFe-M" | Unknown BSicon "BHF-R" |  |

| Stop on track | Straight track |  | Stop on track |  |

| Unknown BSicon "KBHFe-L" | Unknown BSicon "BHF-R" |  | End station |  |

|  | Stop on track |

|  | Station on track |

|  | Stop on track |

|  | End station |

|  | Head station | Head station |  |  |

| Head station | Unknown BSicon "LSTR" | Unknown BSicon "LSTR" | Head station |  |

| Unknown BSicon "LSTR" | Unknown BSicon "LSTR" | Unknown BSicon "LSTR" | Unknown BSicon "LSTR" |  |

| Unknown BSicon "BHF-L" | Unknown BSicon "BHF-M" | Unknown BSicon "BHF-M" | Unknown BSicon "BHF-R" |  |

| Unknown BSicon "BHF-L" | Unknown BSicon "BHF-M" | Unknown BSicon "BHF-M" | Unknown BSicon "BHF-R" |  |

| Unknown BSicon "BHF-L" | Unknown BSicon "BHF-M" | Unknown BSicon "BHF-M" | Unknown BSicon "BHF-R" |  |

| Unknown BSicon "BHF-L" | Unknown BSicon "BHF-M" | Unknown BSicon "BHF-M" | Unknown BSicon "BHF-R" |  |

| Straight track | Straight track | Straight track | Stop on track |  |

| Unknown BSicon "BHF-L" | Unknown BSicon "BHF-M" | Unknown BSicon "BHF-M" | Unknown BSicon "BHF-R" |  |

| Straight track | Straight track | Straight track | Stop on track |  |

| Unknown BSicon "BHF-L" | Unknown BSicon "BHF-M" | Unknown BSicon "KBHFe-M" | Unknown BSicon "BHF-R" |  |

| Stop on track | Straight track |  | Stop on track |  |

| Unknown BSicon "KBHFe-L" | Unknown BSicon "BHF-R" |  | End station |  |

|  | Stop on track |

|  | Station on track |

|  | Stop on track |

|  | End station |